# Hartwig Bugiel
Hartwig Bugiel (geboren am 7. März 1943 in Neuwied; gestorben am 13. September 2015 in Wilhelmshaven) ist ein deutscher ehemaliger FDGB-Funktionär. Er war 1989/90 letzter Vorsitzender der IG Metall in der DDR.

## Leben
Bugiel, in Westdeutschland geboren und aufgewachsen, erlernte den Beruf des Maschinenschlossers und arbeitete im Beruf. Im Jahr 1964 siedelte er in die DDR über und heiratete dort. Er arbeitete bis 1970 als Maschinenschlosser im VEB Carl Zeiss Jena. Er wurde 1964 Mitglied der FDJ und des FDGB und 1968 der SED. Von 1965 bis 1970 absolvierte er ein Abendstudium an der Friedrich-Schiller-Universität Jena mit dem Abschluss als Ingenieur für Technologie und Automatisierung. Er wurde Sekretär der FDJ-Industriekreisleitung des VEB Carl Zeiss Jena und nahm als solcher im August 1973 an den 10. Weltfestspielen der Jugend und Studenten in Ost-Berlin teil. Ab 1974 arbeitete er als wissenschaftlicher Mitarbeiter, später als Versandleiter und Produktionsdirektor. Im Jahr 1985 wurde er zum Vorsitzenden der Betriebsgewerkschaftsleitung (BGL) des VEB Optischer Präzisionsgerätebau im Kombinat VEB Carl-Zeiss-Jena gewählt und 1989 erneut bestätigt.
Am 26. November 1989 wurde er in einer ersten offenen Abstimmung zum Vorsitzenden des Zentralvorstandes der IG Metall gewählt. Nach dem Rücktritt des FDGB-Bundesvorstandes und des bisher von Annelis Kimmel geleiteten Arbeitssekretariats im Dezember 1989 war er Mitglied und Pressesprecher des Vorbereitungskomitees zum außerordentlichen FDGB-Kongress. Am 9. April 1990 wurde er auf der 12. Zentraldelegiertenkonferenz in Bernau in einer Kampfabstimmung mit einer Zwei-Drittel-Mehrheit in seiner Funktion als Vorsitzender der IG Metall bestätigt. Auf der letzten außerordentlichen Zentraldelegiertenkonferenz der IG Metall am 5./6. Oktober 1990 im Internationalen Jugendzentrum am Bogensee beschlossen die Delegierten die Auflösung ihrer Organisation zum 31. Dezember 1990. Damit endete auch seine Amtszeit.